# Sir Tor
Sir Tor fu uno dei cavalieri della Tavola rotonda di re Artù, che appare spesso nelle leggende arturiane.
Nelle fonti più antiche compare come figlio di re Ars (o Aries), mentre in quelle successive viene detto che il padre naturale era re Pellinore, mentre Ars era il padre adottivo. In queste ultime compare come fratello di sir Aglovale,  sir Lamorak, sir Dornar, sir Percival e Dindrane. Divenuto cavaliere di Artù, scoprì chi fosse il suo vero padre e poté così riabbracciarlo solo grazie a Merlino. Secondo La Morte di Artù di Thomas Malory, lui e il fratello Aglovale furono tra i cavalieri che chiesero l'esecuzione di Ginevra, una volta scoperto il suo adulterio con Lancillotto. E morirono proprio per mano di quest'ultimo e dei suoi uomini, giunti a salvare la regina. 